# 兵庫県道・大阪府道606号西宮豊中線
兵庫県道・大阪府道606号西宮豊中線（ひょうごけんどう・おおさかふどう606ごう にしのみやとよなかせん）は、兵庫県西宮市から大阪府豊中市に至る一般県府道である。

## 概要
兵庫県西宮市津門大塚町から大阪府豊中市稲津町2丁目に至る。
北今津交差点から両度町交差点まで都市計画道路今津西線として南北に結び、両度町交差点で分岐する。ここから、兵庫県南部地震（阪神・淡路大震災）後に整備された都市計画道路球場前線として阪急神戸本線・阪急今津線 西宮北口駅付近までを東西に結ぶ。
阪急今津線 球場前踏切を越えた西宮市高松町付近で、旧道と新道にわかれている。旧道は、阪急神戸本線・阪急今津線 西宮北口駅南東口前を経由し、二輪以外の自動車進入禁止の区間となっている。
新道は、阪急西宮ガーデンズの脇を通る2車線道路で、阪急電鉄が阪急西宮スタジアム跡地の再開発事業として阪急西宮ガーデンズを建設する際にスタジアムの敷地内に造られたものである。阪急西宮ガーデンズ完成後に、兵庫県に売却されている。この計画は球場前線の東伸ルートと称されていたが、周辺では環境悪化と交通渋滞という理由で反対運動が行われていた。
西宮市松並町と尼崎市南武庫之荘9丁目を結ぶ上武庫橋は、かつて自転車歩行者専用道路専用橋と幅員4.5 mの大型車通行禁止である1車線の車道専用橋の2本が架橋されていたが、阪神・淡路大震災の際、当道路の南側を並行する山手幹線が西宮市側の反対運動により架橋されておらず、当道路が主要な代替ルートとして用いられた。1927年（昭和2年）架橋であったことから、老朽化にともなう掛け替え工事が行われ、歩道と車道をまとめ、幅員7.5 mの2車線道路に拡幅した新たな橋が2008年（平成20年）春に架橋された。
南武庫之荘6丁目東交差点から武庫町2丁目東交差点までは南北に結び、途中阪急神戸本線を縦断するが、歩道の無い2車線道路であり、生活道路に近い。尼崎市武庫町2丁目東交差点から塚口本町6丁目北交差点までは、都市計画道路園田西武庫線として再び東西に結ぶ。なお、2009年（平成21年）9月より富松城跡前交差点から塚口本町6丁目北交差点にかけての1.2 kmに、2013年（平成25年）より武庫之荘3西交差点から塚口本町6丁目北交差点にかけての2.4 kmに自転車専用通行帯が設置されている。
塚口本町6丁目北交差点からピッコロシアター南交差点までの区間は、兵庫県道13号尼崎池田線（産業道路）と重複しており、それぞれの交差点で再分岐。JR西日本福知山線を立体交差で越える。若王寺（なこうじ）交差点付近から東園田町付近までは、県道に指定されているのは非常に狭隘な道路で、西行き一方通行の部分や、50 m程度だが自動車の通り抜けが不可能な区間もある。
兵庫県尼崎市内の一部（東園田付近以東）と大阪府内の全線は、国道479号大阪内環状線の延長であり、府県道に指定されている部分も、国道479号と共に大阪内環状線と呼ばれることがある。猪名川の新南園橋で府県境を越えるが、橋は兵庫県側も含めて大阪府の管理となっており、街灯に「大阪府 内環西」のステッカーが貼られている。また、新南園橋の南側に架かる南園橋は東園田町付近の西行き一方通行の延長上にあり、内環状線延長部の開通前は車道だったが現在は歩道橋として架け替えられている。阪神高速11号池田線および大阪府道10号・兵庫県道100号大阪池田線と交わる上津島（こうづしま）交差点以東は、交通量が非常に多い。
全区間を通して見た場合、いくつかの東西方向の道路を継ぎ接ぎした感があり、全区間を走るような車はまず無い。ほぼ全区間において南側に4車線の山手幹線が走っており、全区間を走るのなら、こちらを使った方が早くなっている。

### 路線データ
- 起点：兵庫県西宮市津門大塚町（北今津交差点、国道2号交点）
- 終点：大阪府豊中市稲津町2丁目（稲津町交差点、国道176号交点、国道479号起点）

## 路線状況
2023年（令和5年）度までの事業予定として、塚口本町6丁目北交差点から三菱電機伊丹製作所敷地内を地下トンネルで通過し藻川を橋梁で渡河し東園田町に至るバイパス道路を兵庫県が主体して事業中であり、これが完成すると経路が変更される可能性がある。御園工区（兵庫県尼崎市御園一丁目 - 塚口本町六丁目、909 m）は2025年（令和7年）3月23日に開通した。
武庫町2丁目東交差点から西方へ走り武庫川を渡る計画があり、武庫町3丁目付近に計画空地が用意されている。

### 重複区間
- 兵庫県道13号尼崎池田線（兵庫県尼崎市塚口本町6丁目・塚口本町6丁目北交差点 - 尼崎市東塚口町2丁目・ピッコロシアター南交差点）

### 道路施設

#### 橋梁
- 兵庫県
  - 上武庫橋（武庫川、西宮市 - 尼崎市）
  - 宮園橋（藻川、尼崎市）
- 大阪府
  - 高田橋（豊中市）

## 地理

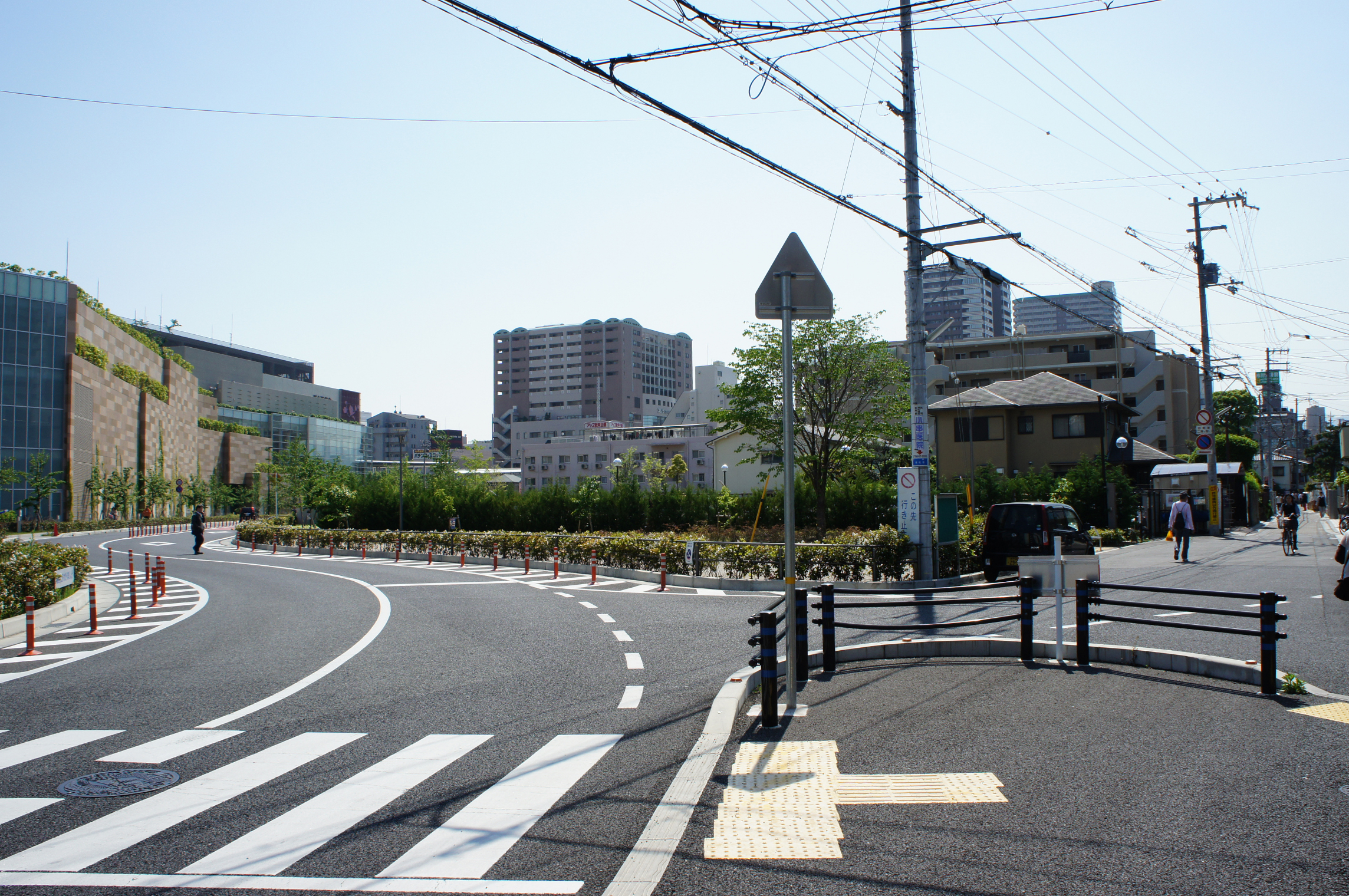
西宮市高松町付近（2011年5月）
新道（左）と旧道（右）。東側から撮影。

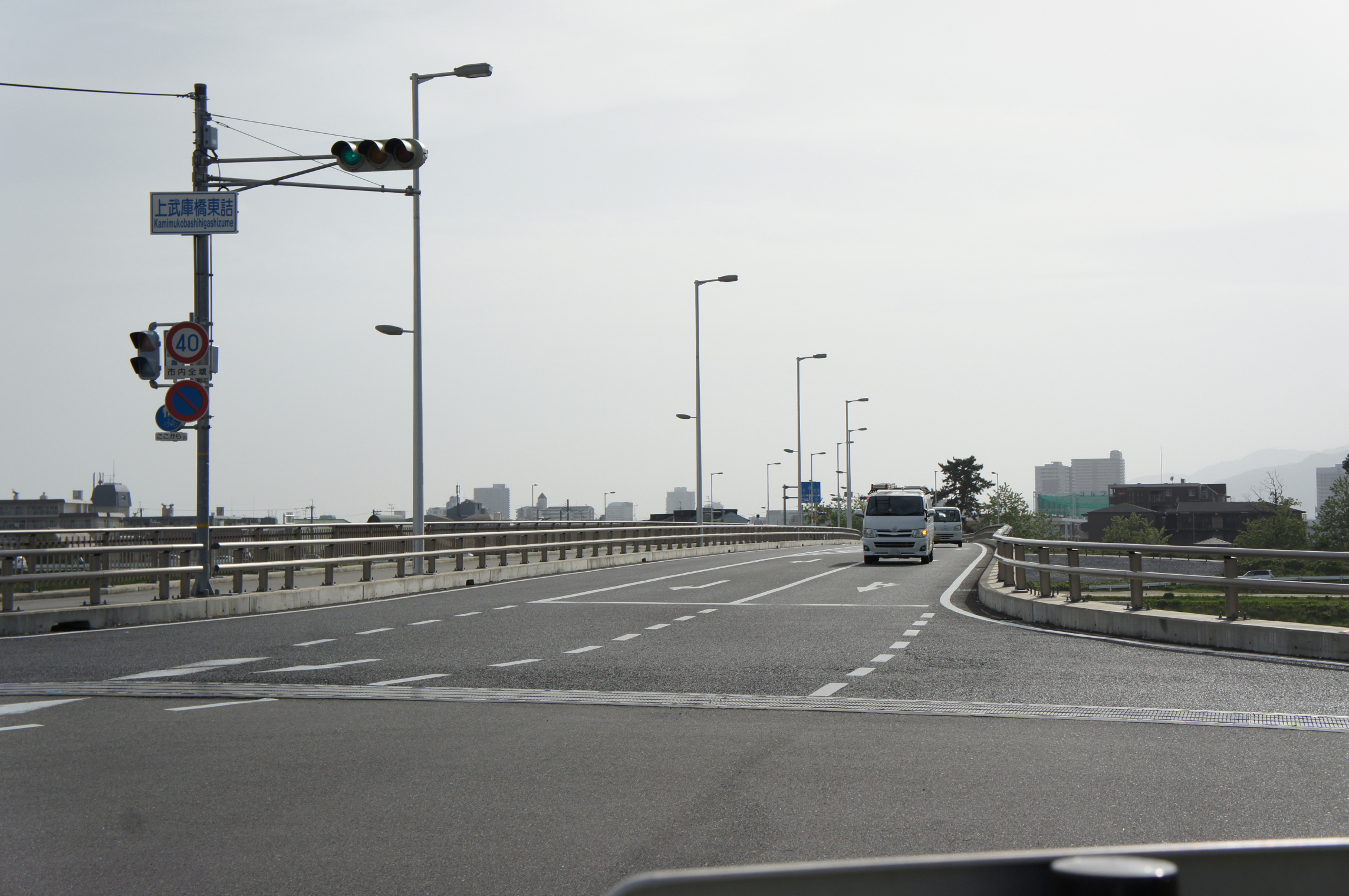
上武庫橋（2011年5月）

### 通過する自治体
- 兵庫県
  - 西宮市 - 尼崎市 - 伊丹市 - 尼崎市
- 大阪府
  - 豊中市

| 交差する道路                                             | 都道府県名 | 市町村名 | 交差する場所  | 交差する場所                          |
| -------------------------------------------------------- | ---------- | -------- | ------------- | ------------------------------------- |
| 国道2号                                                  | 兵庫県     | 西宮市   | 津門大塚町    | 北今津交差点 / 起点                   |
| 山手幹線                                                 | 兵庫県     | 西宮市   | 両度町        | 両度町南交差点                        |
| 兵庫県道114号西宮宝塚線                                  | 兵庫県     | 西宮市   | 松並町        | 上武庫橋西詰交差点                    |
| 兵庫県道42号尼崎宝塚線                                   | 兵庫県     | 尼崎市   | 武庫之荘3丁目 | 武庫之荘3西交差点                     |
| 兵庫県道336号東富松御願塚線                              | 兵庫県     | 尼崎市   | 富松町3丁目   | 富松町3交差点                         |
| 兵庫県道142号米谷昆陽尼崎線                              | 兵庫県     | 尼崎市   | 塚口町4丁目   | 塚口町4交差点                         |
| 兵庫県道13号尼崎池田線 重複区間起点                      | 兵庫県     | 尼崎市   | 塚口本町6丁目 | 塚口本町6丁目北交差点                 |
| 兵庫県道190号塚口停車場線                                | 兵庫県     | 尼崎市   | 東塚口町1丁目 | 東塚口町1交差点                       |
| 兵庫県道13号尼崎池田線 重複区間終点                      | 兵庫県     | 尼崎市   | 東塚口町2丁目 | ピッコロシアター南交差点              |
| 大阪府道・兵庫県道41号大阪伊丹線                         | 兵庫県     | 尼崎市   | 若王寺1丁目   | 若王寺交差点                          |
| 阪神高速11号池田線 大阪府道10号・兵庫県道100号大阪池田線 | 大阪府     | 豊中市   | 上津島3丁目   | 上津島交差点 11-07/11-08 豊中南出入口 |
| 国道176号 国道479号                                      | 大阪府     | 豊中市   | 稲津町2丁目   | 稲津町交差点 / 終点                   |

### 交差する鉄道
- 東海道本線
- 阪急今津線
- 阪急神戸本線
- 阪急伊丹線
- 福知山線
- 山陽新幹線
- 阪急宝塚本線

### 沿線
- JR西日本東海道本線 西宮駅
- 兵庫県立芸術文化センター
- 阪急神戸本線・阪急今津線 西宮北口駅
- 西宮市立瓦木小学校
- 西宮市立瓦林小学校
- 阪急西宮ガーデンズ
- 尼崎市立武庫庄小学校
- 尼崎市立尼崎北小学校
- 兵庫県立尼崎北高等学校
- 尼崎市立塚口小学校
- 三菱電機伊丹製作所
- 阪急神戸本線・阪急伊丹線 塚口駅
- JR西日本福知山線 塚口駅
- 兵庫県立尼崎青少年創造劇場（ピッコロシアター）
- 尼崎市立上坂部小学校
- 尼崎市立園田南小学校
- 兵庫県立尼崎双星高等学校
- 百合学院小学校
- 百合学院中学校・高等学校
- 園田郵便局
- 尼崎市立園和小学校
- 尼崎市立園田東中学校
- 豊中市立豊島西小学校
- 豊中南郵便局
- 豊中服部南郵便局